# Sandhofen
Sandhofen ist ein Stadtbezirk im Norden Mannheims. Er umfasst die Stadtteile Sandhofen und Sandhofen-Nord.

## Geografie
Sandhofen liegt im Norden von Mannheim. Im Osten grenzt der Vorort an Schönau, im Süden getrennt durch einen Altrheinarm an die Friesenheimer Insel. Auf der anderen Rheinseite im Westen liegt das rheinland-pfälzische Ludwigshafen am Rhein, im Norden das hessische Lampertheim.

## Geschichte
Schar(hof) wurde im Jahr 764 und damit zwei Jahre vor Mannheim, erstmals im Lorscher Codex erwähnt. Es sollte noch bis in das 16. Jahrhundert Muttergemeinde von Sandhofen bleiben, das 888 erstmals als „Sunthove“ urkundlich genannt wurde. Sie gehörten zunächst zum Kloster Lorsch, bis Pfalzgraf Rudolf die Ortsherrschaft 1300 an das Kloster Schönau veräußerte. Das nördlich gelegene Kirschgartshausen war vom Hochstift Worms gegründet worden und wird 1247 erstmals urkundlich erwähnt. Die kleine Ansiedlung hieß ursprünglich Husen (Hausen) und fiel 1275 durch Verkauf an das Kloster Kirschgarten (Worms), weshalb dessen Namen dem ursprünglichen vorangestellt wurde und es nunmehr Kirschgartshausen hieß. Die Nonnen betrieben dort ein landwirtschaftliches Gut mit zugehöriger Kapelle St. Gangolf und veräußerten den Besitz 1422 an die Kurpfalz. Ende des 15. Jahrhunderts zählte Sandhofen etwa  240 Einwohner. Mit der Verlegung des Friedhofs wurde Sandhofen 1587 selbständig. Während des Dreißigjährigen Kriegs wurde der Ort 1621 und 1634 zerstört und die Gemeinde fast komplett entvölkert. Im Pfälzischen Erbfolgekrieg wurde Sandhofen 1689 nochmals zerstört. Bis 1727 stieg die Einwohnerzahl auf 320. Östlich von Scharhof versuchte die Kurpfalz die Ablagerungen eines ehemaligen Rheinarms als Sand und Torf abzubauen. Daraus bildete sich ab 1786 der Gemarkungsnamen Sandtorf.

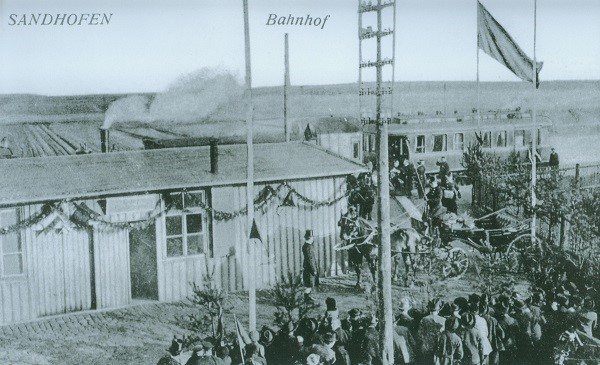
Ankunft von Großherzogin Luise am 17. Juli 1900 auf dem Bahnhof Sandhofen. Im Hintergrund ihr Hofzug, der aus Lokomotive, einem Schutzwagen und ihrem Salonwagen besteht.

Mit dem Ende der Kurpfalz gelangten die Orte zu Beginn des 19. Jahrhunderts an Baden. 1810 wurde das Rathaus in Sandhofen errichtet. 1852 zählte der Ort 1540 Einwohner. Durch die Rheinkorrektur nach den Plänen Tullas entstand 1862 die Friesenheimer Insel. Die vorher zu Bayern gehörende Gemarkung wurde Sandhofen zugeschlagen. Ab 1879 trennte die Riedbahn Sandtorf von den anderen Orten. 1884 siedelte sich die Zellstoff-Fabrik am Altrhein an. 1895 wurde die Friesenheimer Insel an Mannheim abgetreten. 1899 gemeindete Sandhofen den Scharhof ein, wurde aber 1913 selbst von Mannheim eingemeindet. Im Ersten Weltkrieg fielen mehr als 200 Sandhöfer. 1920 wurde die Straßenbahnstrecke zur Zellstofffabrik eröffnet, zwei Jahre später war auch der Ortskern erreicht. 1930 wurden auch Kirschgartshausen und Sandtorf zu Mannheim eingemeindet. Ab 1933 legte der Reichsarbeitsdienst den Bruch westlich der Bahnlinie trocken. 1934–38 entstanden dort mehr als 50 Siedlungshäuser, die den Kern der Blumenau bildeten. Der Name geht zurück auf eine Gärtnerei mit einem Ausflugsrestaurant, das bereits 1911 eröffnet hatte.

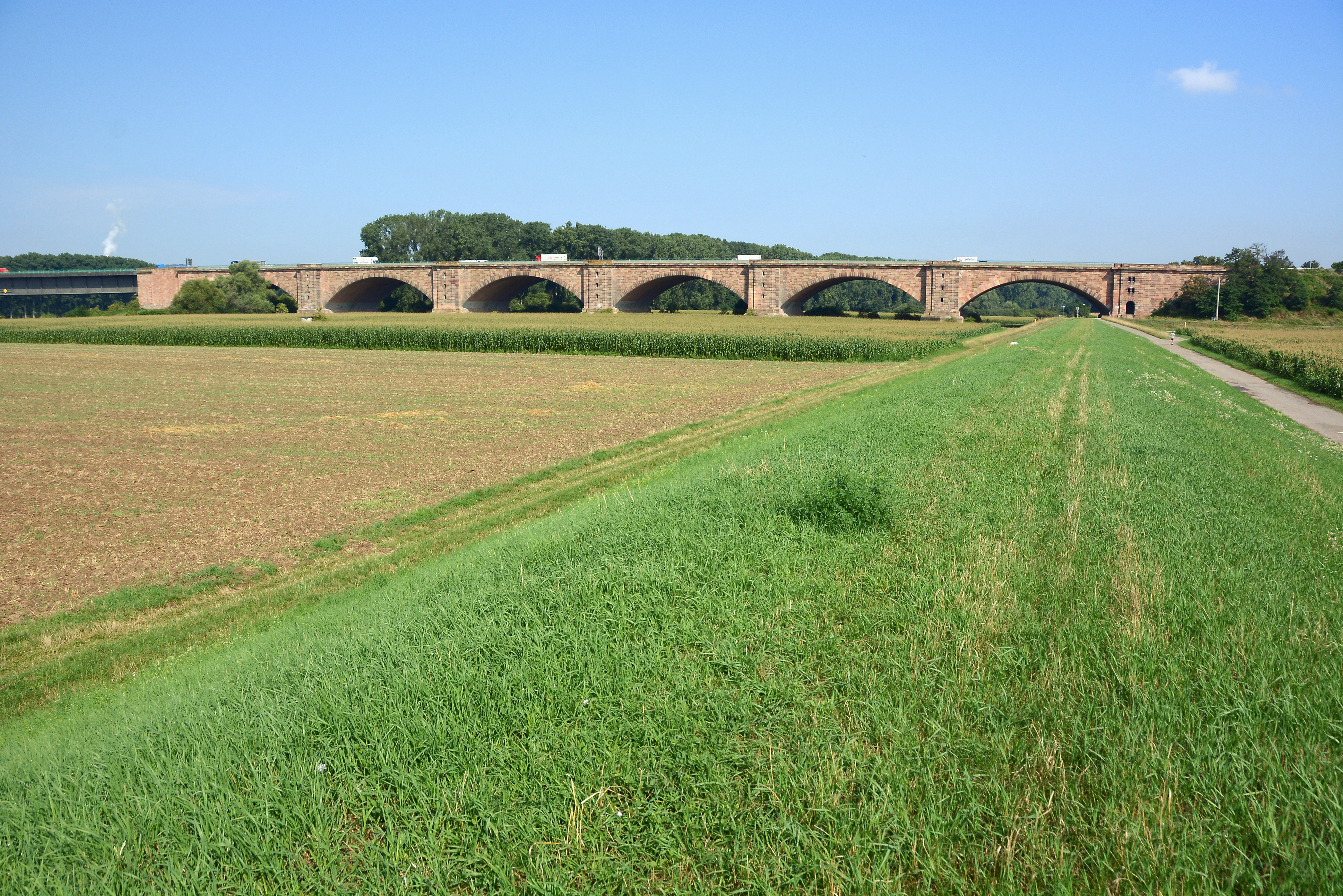
Rheinbrücke (Theodor-Heuss-Brücke)

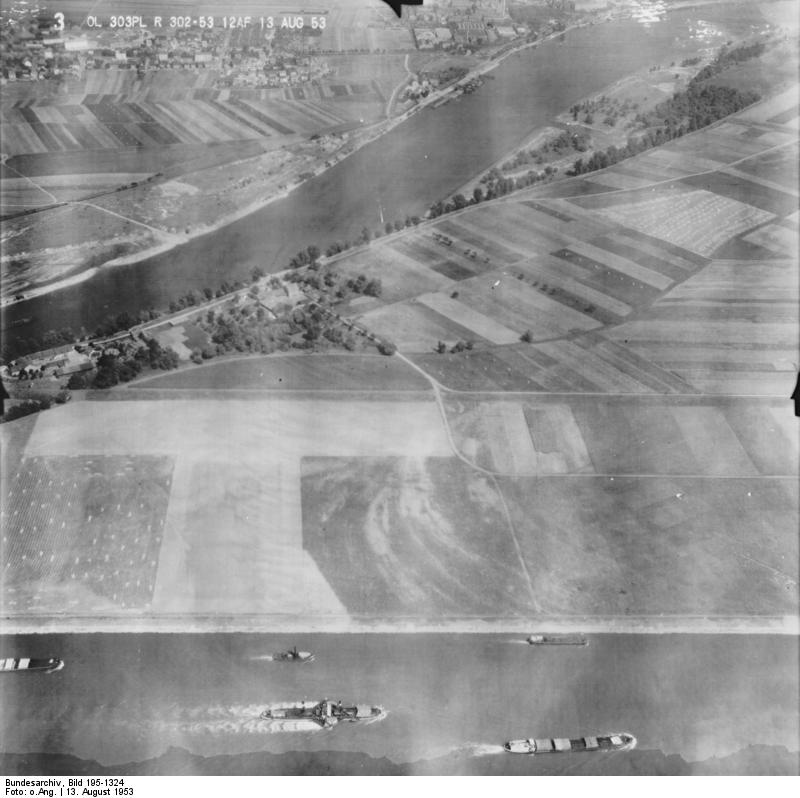
Sandhofen 1953, im Vordergrund die Friesenheimer Insel

Ab 1939 wurde an der Autobahn nach Kaiserslautern gebaut. Nach einem schweren Unglück an der Rheinbrücke wurden die Arbeiten aber zunächst eingestellt und erst nach dem Zweiten Weltkrieg wiederaufgenommen. Die Autobahn schneidet seit der Fertigstellung Sandhofen von den anderen vier Orten ab.
1952 wurde die Bundesstraße 44 dem Verkehr übergeben. 1964 konnte die Altrheinbrücke zur Friesenheimer Insel und der Neubau der Sandhofen-Schule eingeweiht werden. 1972 war der Bau eines Kernkraftwerks mit 1.300 MW geplant. Die Planungen wurden 1980 aber wieder aufgegeben. 1988 feierte Sandhofen seine 1100-Jahr-Feier.
| Einwohnerentwicklung | 1439 | 1577 | 1777 | 1818 | 1875 | 1905 | 1910  |
| -------------------- | ---- | ---- | ---- | ---- | ---- | ---- | ----- |
| Sandhofen            | 285  | 375  | 416  | 416  | 1944 | 6364 | 8213  |
| Scharhof             |      |      | 152  | 85   | 210  | 277  | s. o. |
| Sandtorf             |      |      |      | 31   | 30   | 54   | 77    |
| Kirschgartshausen    |      |      |      | 70   | 115  | 95   | 46    |

### Flugplatz
Am 16. Mai 1925 wurde der Flughafen Mannheim-Heidelberg-Ludwigshafen eingeweiht, und Mannheim wurde Teil der wichtigen Nord-Süd-Achse der Aero LLoyd. Ende der 1920er Jahre und Anfang der 1930er Jahre verbanden die Flüge Hamburg und Zürich mit Stopover in Mannheim. Die Badisch-Pfälzische Luftverkehrs AG betrieb die ‚Schwarzwaldroute‘ zwischen Konstanz, über Karlsruhe, Baden-Baden und Villingen. Die Schweizer Fluglinie Balair flog zwischen Genf und Amsterdam über Basel, Mannheim, Frankfurt und Essen. 1926 wurde dieses Flugfeld nach Mannheim-Neuostheim, heute Mannheim City-Airport, umgesiedelt.
Nördlich von Sandhofen begann 1935 im Zuge der Aufrüstung der Wehrmacht der Bau des Fliegerhorstes Sandhofen. 1938 wurde er in Anwesenheit von Hermann Göring, dem Oberbefehlshaber der Luftwaffe, unter dem Namen Fliegerhorst Kaserne eingeweiht. Im Februar und März 1937 kamen die ersten Einheiten aus dem Fliegerhorst Staaken mit dem Jagdgeschwader 134 nach Sandhofen. Im Laufe des Jahres 1937 kam dann Personal vom Flugplatz Kassel-Waldau, dem Vorgänger des Flughafens Kassel-Calden, sowie von der Fliegerschule A/B aus Detmold. Zusätzlich wurde hier am 15. März 1937 das Jagdgeschwader 334 aufgestellt. Es bestand aus dem Stab und insgesamt neun Staffeln. Aus dem JG 334 wurde am 1. Mai 1939 die II./JG 53 PIK AS aufgestellt. Fast täglich übten die Einheiten Luftkämpfe. Im Laufe der Zeit kamen immer mehr Einheiten auf den Fliegerhorst und eine Flugschule A/B wurde aufgebaut. Dadurch kamen sehr viele verschiedene Flugzeugmuster und Einheiten zum Einsatz.
Am 14. August 1944 wurden bei einem Bombenangriff der USAAF mit 72 B-17 große Teile des Fliegerhorstes zerstört. Augenzeugen berichten von einer Feuersbrunst, die mehrere Stunden andauerte. Häftlinge des KZ SS-Sonderlagers Hinzert mussten den Fliegerhorst wieder in Stand setzen. Im März 1945 mussten Häftlinge dann mit Blindgängern, die man in ganz Mannheim gesammelt hatte, das ganze Flugfeld und einige Hallen sprengen, um es für die anrückenden Amerikaner unbrauchbar zu machen.
Am 26. März 1945 setzte die US-Armee über den Rhein und besetzte das Gebiet nach zweitägigem Kampf. Die amerikanischen Truppen brachten das Flugfeld innerhalb von 4 Tagen wieder in einen flugbetriebstauglichen Zustand und gaben ihm den temporären Namen Y-79. Der erste amerikanische Pilot, der von Y-79 für seine Einheit die Vorhut bildete, war Leo D. Volkmer. Die erste fliegende Einheit war die 358th Tactical Fighter Group, ausgestattet mit P-51 und P-38. Bis 1951 war Y-79 eine riesige Zeltstadt, die die Amerikanische Besatzungszone mit Nachschub versorgte.
Es kam dann zur durch den Koreakrieg motivierten Verstärkung der US-Armee in Europa. Am 11. Mai 1951 wurde aus Y-79 die Coleman Installation, welche aus den Coleman Barracks und dem Coleman Army Airfield bestand. Am 23. Februar 1952 zogen dann Teile der 8. US-Infanteriedivision mit 3500 Mann und vielen Panzern ein. In der Folgezeit wurde der Fliegerhorst zur größten und einzigen Hubschrauberwerft der US-Armee außerhalb der USA. 1982 wurde eine riesige Werfthalle errichtet. Die zuständige Einheit war das 502nd Aviation Regiment. Zu Beginn der 1980er Jahre hatte Coleman mehr Flugbewegungen als irgendein anderes Flugfeld der US-Armee in Europa.
In den späten 1980er wurde es dann ruhiger, mit dem Ende des Kalten Krieges verließen die Bodentruppen Coleman und Transporteinheiten der 37th Transportation zogen ein.
Von 1996 bis Anfang 2002 war keine fliegende Einheit und keine Flugsicherung mehr vorhanden. Seit dem 23. Februar 2002 ist Coleman wieder aktiv. Die Hangars wurden renoviert und das Vorfeld wurde stark vergrößert. Ein neuer Tower, der größte und modernste der US-Armee in Europa, wurde gebaut. Coleman Radar, Anflug und Abflugkontrolle für Coleman und die Zivilflugplätze Mannheim-Neuostheim, Speyer und Worms, zog ein.

### Außenlager des KZ Hinzert und des KZ Natzweiler-Struthof
Im September 1944 wurde auf dem Fliegerhorst Sandhofen ein Außenlager des KZ Hinzert eingerichtet. Bis zu 180 Häftlinge mussten dort Bombentrichter einebnen, Unterstände betonieren und Schäden beseitigen. Ab September 1944 befand sich in Sandhofen außerdem eine Außenstelle des KZ Natzweiler-Struthof. Die in diesem sogenannten Hungerlager untergebrachten Häftlinge, darunter über 1000 polnische Männer und Jugendliche, die während des Warschauer Aufstands im Sommer 1944 aus ihrer Heimatstadt verschleppt worden waren, wurden als Zwangsarbeiter bei Daimler-Benz, BBC und der Heinrich Lanz AG eingesetzt, aber auch bei Aufräumarbeiten nach Bombenangriffen und beim Bunkerbau. Die Unterbringung erfolgte mitten im Wohngebiet, in der damaligen Friedrichschule, der heutigen Gustav-Wiederkehr-Schule.

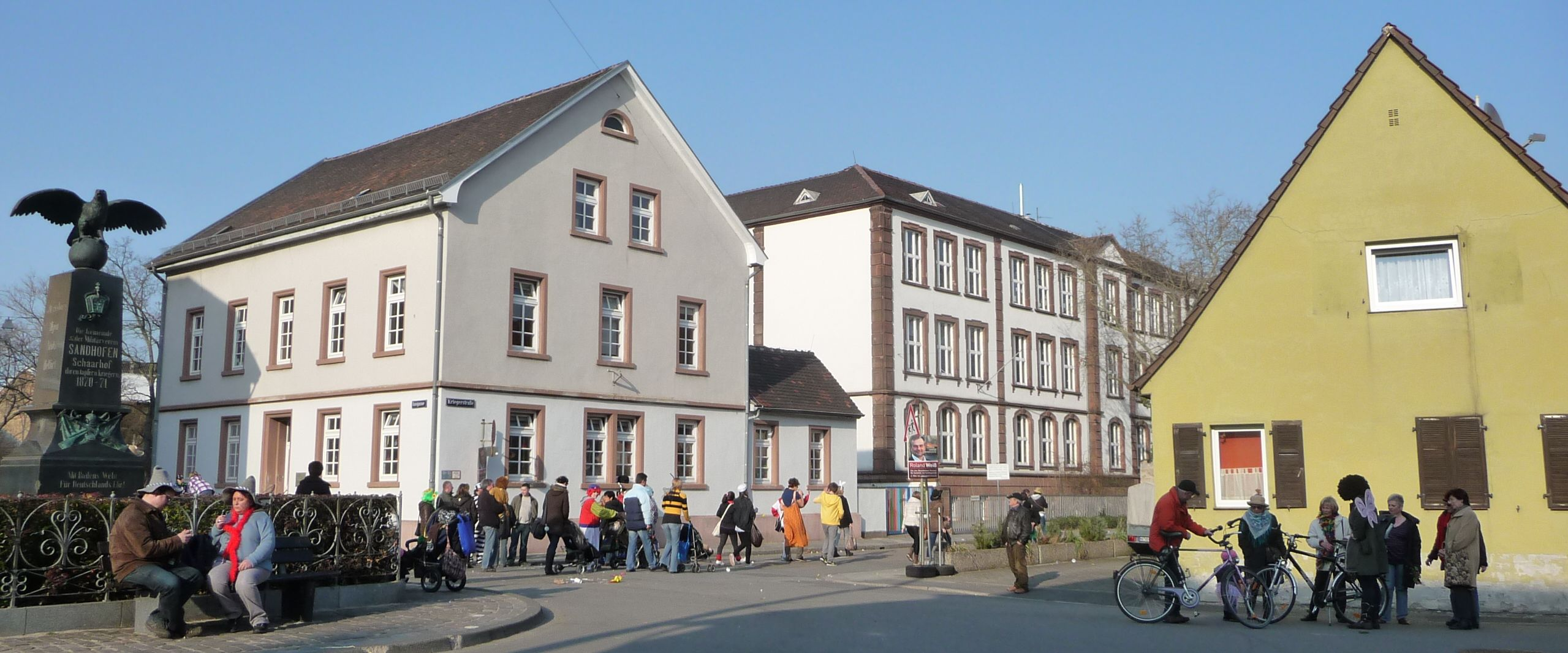
Damalige Friedrichschule, heutige Gustav-Wiederkehr-Schule (mittleres Gebäude)

Nach dem Zweiten Weltkrieg geriet die KZ-Außenstelle zunächst in Vergessenheit. Bei der Einweihung der wiederaufgebauten Schule 1949 wurde die Vergangenheit nicht erwähnt. Im Rahmen von Vorermittlungen der Landesjustiz erhielt die Stadtverwaltung 1968 offiziell Kenntnis von dem KZ, allerdings wurde die Öffentlichkeit nicht informiert. Erst 1978 wurde der Stadtjugendring auf das ehemalige KZ aufmerksam und legte am Volkstrauertag einen Kranz nieder, was im Mannheimer Morgen seinen Widerhall fand und dazu führte, dass 1982 eine Gedenktafel feierlich übergeben wurde. 1987 beschloss der Mannheimer Gemeinderat – auch auf Betreiben des Stadtjugendrings und des DGB – die Einrichtung einer Dokumentationsstätte in den Räumen der Gustav-Wiederkehr-Schule. Diese erste Gedenkstätte für eines der Natzweiler-Außenlager in Deutschland und Frankreich wurde am 12. November 1990 eröffnet.

## Politik, Verwaltung

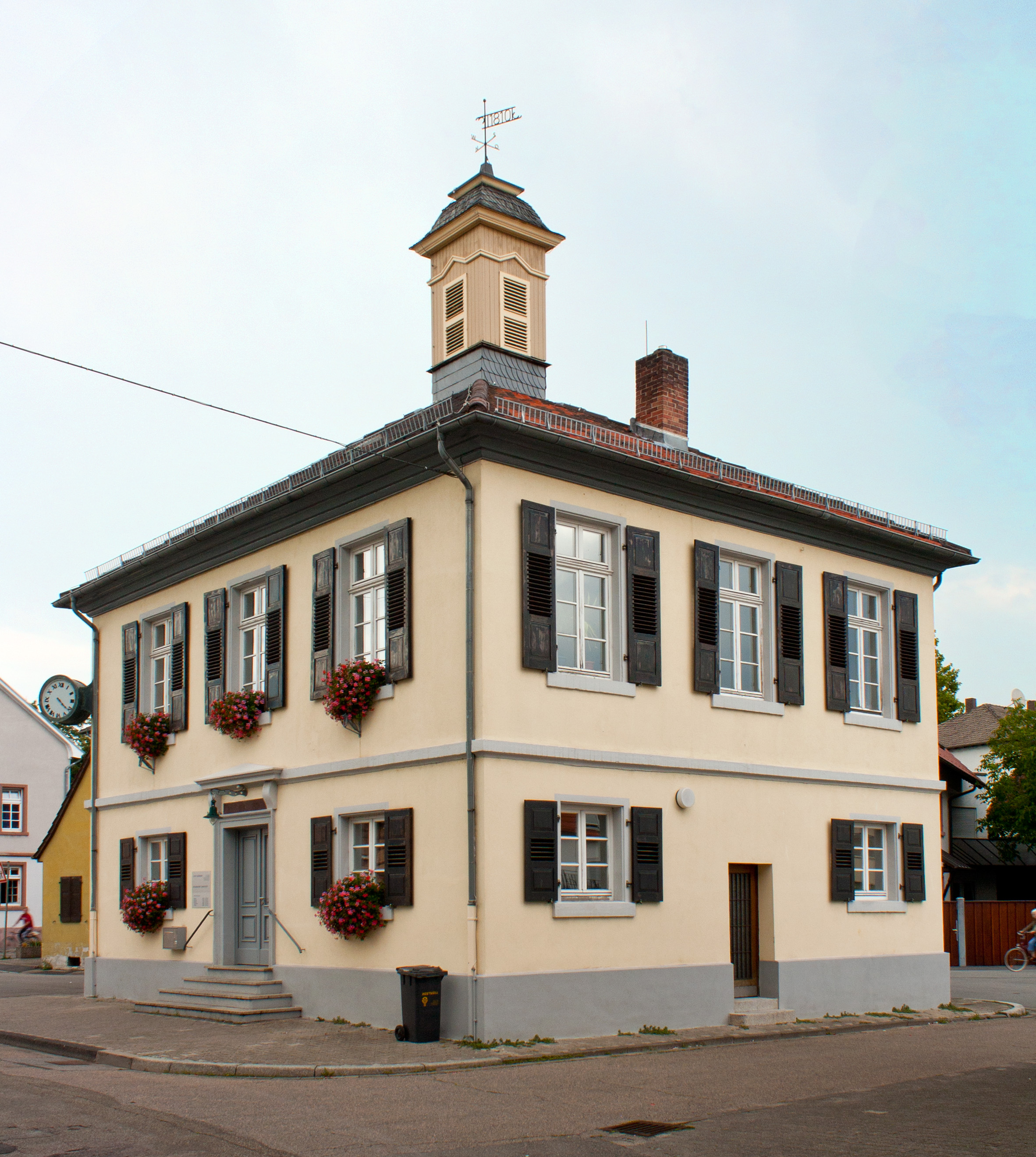
Rathaus

Nach der Hauptsatzung der Stadt Mannheim hat der Stadtbezirk einen Bezirksbeirat, dem 12 dort wohnende Bürger angehören, die der Gemeinderat entsprechend dem Abstimmungsergebnis der Gemeinderatswahl bestellt. Sie sind zu wichtigen Angelegenheiten, die den Stadtbezirk betreffen, zu hören und beraten die örtliche Verwaltung sowie Ausschüsse des Gemeinderats.
| Partei           | 2019 | 2014 | 2009 | 2004 | 1999 | 1994 |
| ---------------- | ---- | ---- | ---- | ---- | ---- | ---- |
| CDU              | 3    | 4    | 5    | 5    | 7    | 5    |
| SPD              | 3    | 4    | 6    | 5    | 5    | 6    |
| AfD              | 2    | 1    | 0    | 0    | 0    | 0    |
| Mannheimer Liste | 1    | 1    | 0    | 1    | 0    | 0    |
| FDP              | 1    | 0    | 0    | 0    | 0    | 0    |
| GRÜNE            | 2    | 1    | 1    | 1    | 0    | 1    |
| Linke            | 0    | 1    | 0    | 0    | 0    | 0    |

Als einer der elf äußeren Stadtbezirke besitzt Sandhofen ein Gemeindesekretariat, dem örtliche Verwaltungsaufgaben obliegen.

## Kultur und Sehenswürdigkeiten
Die evangelische Dreifaltigkeitskirche in Sandhofen stammt aus dem Jahr 1854. Nach der Teilung der Pfarrei wurde 1969 die moderne Jakobuskirche errichtet. Die katholische Kirche St. Bartholomäus wurde 1896 als erste von insgesamt zehn repräsentativen Kirchen in Mannheim nach den Plänen von Ludwig Maier erbaut. Des Weiteren gibt es eine Neuapostolische Kirche in Sandhofen.
Die evangelische Jonakirche in Blumenau entwarf 1962 Helmut Striffler. Die katholische Pfarrkirche St. Michael wurde 1971 nach den Plänen von Heinz Heß fertiggestellt.

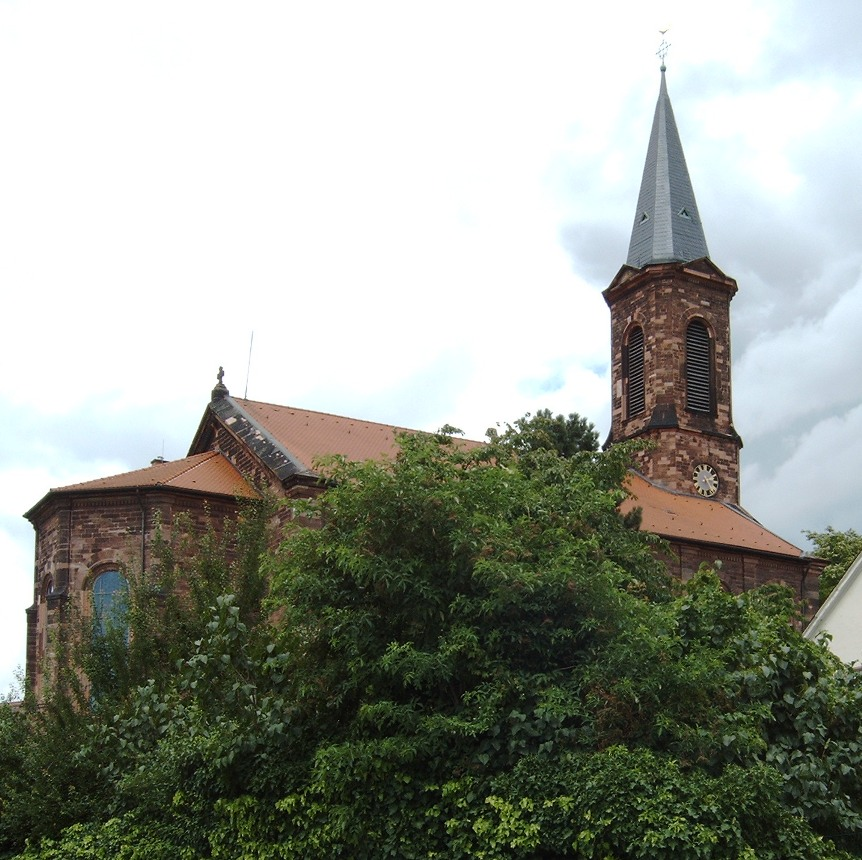
Dreifaltigkeitskirche
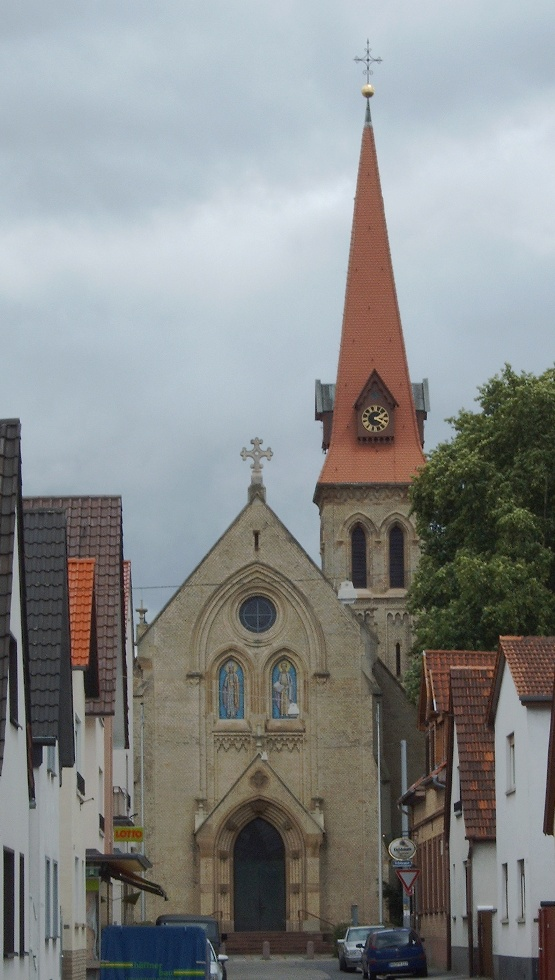
St. Bartholomäus
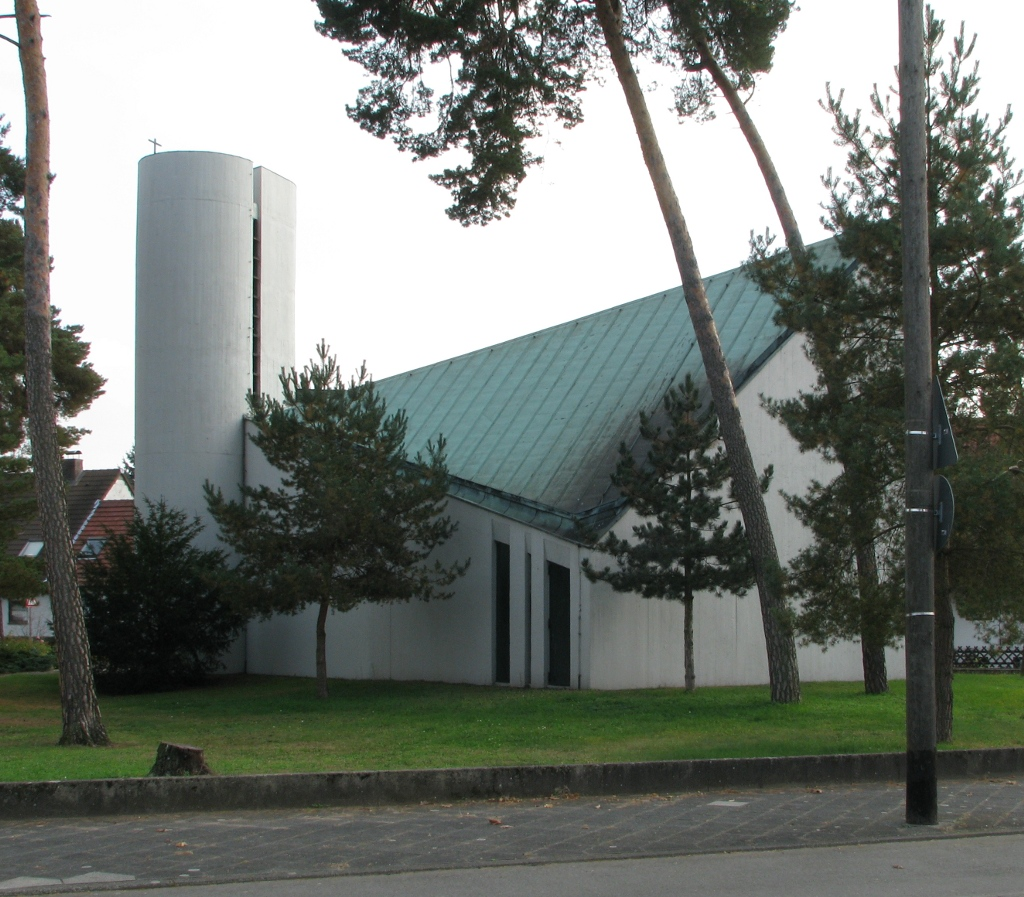
Jonakirche

Das Heimatmuseum Sandhofen wurde 1980 in den ehemaligen Wohnräumen katholischen und evangelischen „Kinderschulschwestern“ untergebracht.
Die KZ-Gedenkstätte Sandhofen in der Gustav-Wiederkehr-Schule erinnert seit 1990 an das Außenkommando des KZs Natzweiler.
Das Zeitgeschichtliches Museum Mannheim wurde 2011 eröffnet und dokumentiert die beiden Weltkriege und die US-Garnison Mannheim im ehemaligen Sandhofener Bunker.

## Lebensqualität
Entlang der Schönauer Straße sind viele kleine Läden. Auch Restaurants finden sich vor Ort. Für die Kinderbetreuung sorgen sieben Kindertagesstätten. Außerdem gibt es ein reges Vereinsleben.
Kulturell besonders hervorzuheben ist die „Lange Nacht der Kunst und Genüsse“ und das Mundart-Theater.

## Verkehr
Sandhofen ist mit der Straßenbahnlinie 3 der RNV an den Verkehrsverbund Rhein-Neckar angebunden. Über die Autobahnanschlussstelle Mannheim-Sandhofen der Bundesautobahn 6 besteht ein Anschluss an das Fernstraßennetz. Ein Haltepunkt, der an der Bahnstrecke Mannheim–Frankfurt am Main am Streckenkilometer 13,6 bestand, ehemals: Mannheim-Blumenau, ist aufgelassen.

## Persönlichkeiten
- Walter Keidel (1911–1997), geboren in Kirschgartshausen, Landwirtschaftsfunktionär
- Herbert Mies (1929–2017), Politiker der  DKP, begraben in Sandhofen
- Carolin Leonhardt (* 1984), Kanutin, Olympiasiegerin 2004
- Ingrid Pfendtner (* 1959), Autorin
- Yvonne Betz (* 1976), Backgroundsängerin der Xavier-Naidoo-Band, wirkt im Videoclip zum Song Was wir alleine nicht schaffen von 2005 mit